# キンリョウヘン
キンリョウヘン（金稜辺、学名：Cymbidium floribundum）は、ラン科シュンラン属の1種である。中国原産で、日本には文明年間（1469〜1486年）には渡来していたとされる。明治時代にブームが起こり個体選別が行なわれ、様々な品種が選別増殖され現在に至っている。

## 特徴
小型のシンビジウムの仲間で寒さに強く、乾燥や直射日光にも強く栽培しやすい品種。春から初夏にかけて開花し、赤色（赤褐色）または白色（黄緑）の小輪花を、密に多数つける。花よりもどちらかといえば葉芸の方が重視される。

## 栽培
一般的なシンビジウムの栽培に準ずるが蘭の中では比較的丈夫な品種の為、土質はあまり選ばない。ミズゴケで硬めに植えるか、市販の観葉植物用や蘭用の土（軽石や焼赤玉土を混ぜたもの）や微塵を除いた赤玉土など単用土でも可。一般的な土でも環境が良ければ良く育つ。
肥料は成長期に非常に薄い液肥を回数多く与えるか置き肥えをする（冬は施肥しない）。冬季には強い北風が当たらず霜や雪に遭わなければ屋外で越冬が可能（過保護にせず、ある程度低温化に置かれないと開花しない場合がある）。
株（パルプ）が鉢いっぱいになった場合は春以降の成長期に株分け・植え替えを行なうが、花芽が出ている株は花が終わってから植え替えないと、根にダメージを受けて開花しない事がある。
一般的に温帯産シンビジウムの種子は、地中で長期間の菌寄生生活をしてから発葉生育を開始する。しかし本種は温帯産としては例外的に、熱帯産シンビジウムと同様の地上発芽型である。
そのため一般の洋ランと同じ条件で無菌播種により容易に実生増殖できる。しかし（純白花を除いて）目立った花の変異はほとんど見つかっておらず、斑入りのほとんどの品種には遺伝性が無いため、種内交配育種はまったくと言ってよいほど行われていない。
その一方で日本国内のシンビジウムの種間交雑育種においては、小型で耐寒性をもち、他種との交配親和性も高いことから、育種史に残る重要な交配親の一つになっている。

## 品種
- 原種
- 白玉（しらたま）
- 富士（ふじ）
- 神代（じんだい）
- 玉輝（ぎょっき）
- 池田錦（いけだにしき）
- 黄金錦（こがねにしき）
- 千代田錦（ちよだにしき）
- 芙蓉錦（ふようにしき）
- 東亜錦（とうあにしき）
- 常盤青（ときわあお）
- 常磐錦（ときわにしき）
- 八島（やしま）
- 神楽の舞（かぐらのまい）
- 日章（にっしょう）
- 月章（げっしょう）
- 泰山雪（たいざんせつ）
- 曲玉（まがたま）
- 七福寿（しちふくじゅ）
- 時鳥（ほととぎす）
- 竜城（りゅうじょう）
- 青輝（せいき）
- 金世界（きんせかい）
- 雪中の松（せっちゅうのまつ）
- 文明（ぶんめい）
- 日月（じつげつ）
- 日月の虎（じつげつのとら）
- 羽衣（はごろも）
- 若松（わかまつ）
- 白雲（はくうん）
- 八重衣（やえごろも）
- 銀嶺（ぎんれい）
- 白麗（はくれい）- 白花キンリョウヘン
- その他

## ニホンミツバチとの関わり
キンリョウヘンの花にはニホンミツバチをはじめとするトウヨウミツバチの分蜂群や結婚飛行に飛び立った雄蜂の群れを引き寄せる匂い（集合フェロモンと同じ作用を持つと言われている）があり、春先にニホンミツバチの分蜂群を捕獲する時に利用される事もある。セイヨウミツバチの群れにはこの現象は見られない。
他のシンビジウムとキンリョウヘンとの交配種でもニホンミツバチの誘引性が認められることがある。